# Campionatul Mondial de Fotbal sub 17 ani din 2015
Campionatul Mondial de Fotbal sub 17 ani (FIFA U-17 World Cup 2015) este ediția a XVI-a a Cupei Mondiale FIFA U-17. La data de 3 martie 2011, FIFA a dezvăluit țara gazdă: Chile. 

## Gazde selectate
Următoarele patru țări au licitat pentru a găzdui turneul: [3]
- Chile
- Rusia
- Tunisia
- Țara Galilor

## Locații:
| La Serena                       | Coquimbo                                           |
| ------------------------------- | -------------------------------------------------- |
| Estadio La Portada              | Estadio Municipal Francisco Sánchez Rumoroso       |
| Capacitate: 18.243              | Capacitate: 18.750                                 |
|                                 |                                                    |
| Viña del Mar                    | Santiago                                           |
| Estadio Sausalito               | Estadio Nacional Julio Martínez Prádanos           |
| Capacitate: 22.340              | Capacitate: 48.665                                 |
|                                 |                                                    |
| Talca                           | Chillán                                            |
| Estadio Fiscal de Talca         | Estadio Municipal de Chillán Nelson Oyarzún Arenas |
| Capacitate: 8.200               | Capacitate: 12.000                                 |
|                                 |                                                    |
| Concepción                      | Puerto Montt                                       |
| Estadio Municipal de Concepción | Estadio Regional de Chinquihue                     |
| Capacitate: 30.448              | Capacitate: 10.000                                 |
|                                 |                                                    |

## Echipe calificate:
| Confederatie                                    | Turneul de calificare                     | Calificate                                            |
| ----------------------------------------------- | ----------------------------------------- | ----------------------------------------------------- |
| AFC (Asia)                                      | 2014 AFC U-16 Championship                | Australia Coreea de Nord · Coreea de Sud · Siria      |
| CAF (Africa)                                    | 2015 African U-17 Championship            | Guineea Mali · Nigeria · Africa de Sud                |
| CONCACAF (Central, North America and Caribbean) | 2015 CONCACAF U-17 Championship           | · Costa Rica Honduras · Mexic · Statele Unite         |
| CONMEBOL (America de Sud)                       | Echipă gazdă                              | Chile                                                 |
| CONMEBOL (America de Sud)                       | 2015 South American Under-17 Championship | Argentina Brazilia · Ecuador · Paraguay               |
| OFC (Oceania)                                   | 2015 OFC U-17 Championship                | Noua Zeelandă                                         |
| UEFA (Europa)                                   | 2015 UEFA European Under-17 Championship  | Belgia · Croația · Anglia · Franța · Germania · Rusia |

## Emblemă și slogan
Emblema și sloganul ("Una Fiesta en Nuestra Cancha", o petrecere pe terenul nostru) turneului au fost prezentate la data de 7 octombrie 2014. 

## Faza grupelor
Câștigătorii și clasați pe locul doi din fiecare grupă și cele mai bune patru echipe terțe vor avansa în runda de 16-zecimilor. [14] Topul echipelor din fiecare grupă este determinat după cum urmează:
1. puncte obținute în toate meciurile din grupă;
2. golaveraj în toate meciurile din grupă;
3. Numărul de goluri înscrise în toate meciurile din grupă;

În cazul în care două sau mai multe echipe sunt egale, pe baza clor trei criterii de mai sus, locul lor în clasament este determinat după cum urmează:
1. punctele obținute în grupă în meciurile dintre echipele în cauză;
2. golaverajul în grupă în meciurile dintre echipele în cauză;
3. Numărul de goluri înscrise în grupă în meciurile dintre echipele în cauză;
4. puncte de joc corect (primul cartonaș galben: minus 1 punct; în al doilea rând cartonaș galben sau roșu / indirect: minus 3 puncte; cartonaș roșu direct: minus 3 puncte; cartonaș galben & cartonaș roșu direct: minus 4 puncte);
5. tragere la sorți de către Comitetul Organizator FIFA.

Toate orele sunt locale, Chile Standard Ora (UTC-3). [17]

### Grupa A:
Primele 2 echipe din grupă se califică automat!
| Echipa                     | MJ | V | E | Î | Glv. | Pct |
| -------------------------- | -- | - | - | - | ---- | --- |
| Nigeria                    | 1  | 1 | 0 | 0 | +2   | 3   |
| Chile                      | 1  | 0 | 1 | 0 | 0    | 1   |
| Croația                    | 1  | 0 | 1 | 0 | 0    | 1   |
| Statele Unite ale Americii | 1  | 0 | 0 | 1 | -2   | 0   |

### Grupa B:
Primele 2 echipe din grupă se califică automat!
| Echipa        | MJ | V | E | Î | Glv. | Pct. |
| ------------- | -- | - | - | - | ---- | ---- |
| Coreea de Sud | 1  | 1 | 0 | 0 | +1   | 3    |
| Anglia        | 1  | 0 | 1 | 0 | 0    | 1    |
| Guineea       | 1  | 0 | 1 | 0 | 0    | 1    |
| Brazilia      | 1  | 0 | 0 | 1 | -1   | 0    |

### Grupa C:
Primele 2 echipe din grupă se califică automat!
| Echipa    | MJ | V | E | Î | Glv. | Pct. |
| --------- | -- | - | - | - | ---- | ---- |
| Australia | 0  | 0 | 0 | 0 | 0    | 0    |
| Germania  | 0  | 0 | 0 | 0 | 0    | 0    |
| Mexic     | 0  | 0 | 0 | 0 | 0    | 0    |
| Argentina | 0  | 0 | 0 | 0 | 0    | 0    |

### Grupa D:
Primele 2 echipe din grupă se califică automat!
| Echipa   | MJ | V | E | Î | Glv. | Pct. |
| -------- | -- | - | - | - | ---- | ---- |
| Belgia   | 0  | 0 | 0 | 0 | 0    | 0    |
| Mali     | 0  | 0 | 0 | 0 | 0    | 0    |
| Honduras | 0  | 0 | 0 | 0 | 0    | 0    |
| Ecuador  | 0  | 0 | 0 | 0 | 0    | 0    |

### Grupa E:
Primele 2 echipe din grupă se califică automat!
| Echipa         | MJ | V | E | Î | Glv. | Pct. |
| -------------- | -- | - | - | - | ---- | ---- |
| Africa de Sud  | 0  | 0 | 0 | 0 | 0    | 0    |
| Costa Rica     | 0  | 0 | 0 | 0 | 0    | 0    |
| Coreea de Nord | 0  | 0 | 0 | 0 | 0    | 0    |
| Rusia          | 0  | 0 | 0 | 0 | 0    | 0    |

### Grupa F:
Primele 2 echipe din grupă se califică automat!
| Echipa        | MJ | V | E | Î | Glv | Pct. |
| ------------- | -- | - | - | - | --- | ---- |
| Noua Zeelandă | 0  | 0 | 0 | 0 | 0   | 0    |
| Franța        | 0  | 0 | 0 | 0 | 0   | 0    |
| Siria         | 0  | 0 | 0 | 0 | 0   | 0    |
| Paraguay      | 0  | 0 | 0 | 0 | 0   | 0    |